# Guy Gaucher
Guy Étienne Germain Gaucher OCD (* 5. März 1930 in Tournan-en-Brie, Département Seine-et-Marne, Frankreich; † 3. Juli 2014 in Carpentras) war Weihbischof in Bayeux.

## Leben
Guy Gaucher empfing am 17. März 1963 die Priesterweihe und legte die Profess in der Ordensgemeinschaft der Unbeschuhten Karmeliten am 3. Oktober 1968 ab.
Papst Johannes Paul II. ernannte ihn am 27. August 1986 zum Bischof von Meaux. Die Bischofsweihe spendete ihm der Erzbischof von Paris, Jean-Marie Kardinal Lustiger, am 19. Oktober desselben Jahres; Mitkonsekratoren waren Louis Kuehn, emeritierter Bischof von Meaux, und Yves Bescond, Weihbischof in Meaux.
Am 7. Mai 1987 berief ihn Johannes Paul II. zum Titularbischof von Rota und zum Weihbischof in Bayeux mit Sitz in Lisieux. Am 1. Juli 2005 nahm Papst Benedikt XVI. seinen altersbedingten Rücktritt an.
Wissenschaftlich arbeitete Guy Gaucher über Georges Bernanos, Therese von Lisieux sowie Zélie und Louis Martin. Zahlreiche Bücher wurden in andere Sprachen übersetzt. Außerdem betätigte er sich als Jazzpianist.

## Werke
- Le Thème de la mort dans les romans de Georges Bernanos. 1955
- La Passion de Thérèse de Lisieux. 1992 ISBN 2-204-04777-5.
- Georges Bernanos ou l’invincible espérance. 1994 ISBN 2-204-04848-8.
- Je voudrais parcourir la terre. Thérèse de Lisieux thaumaturge, docteur et missionnaire. 2003 ISBN 978-2-204-07277-9.
- Tout est grâce. Retraite avec Georges Bernanos dans la lumière de sainte Thérèse de Lisieux. 2009 ISBN 978-2-204-08919-7.
- Bienheureux Zélie et Louis Martin. Correspondance familiale (1863–1888). 2009 ISBN 978-2-204-08869-5.